# Tonio Teklić
Tonio Teklić, né le 9 septembre 1999 à Split en Croatie, est un footballeur croate qui évolue au poste de milieu offensif au Widzew Łódź.

## Biographie

### En club
Tonio Teklić est né à Split en Croatie et est formé par l'Hajduk Split. Il fait ses débuts en professionnel avec ce club le 20 septembre 2017, à l'occasion d'un match de coupe de Croatie face au NK Oriolik. Il entre en jeu en cours de partie ce jour-là, et son équipe s'impose sur le score de trois buts à zéro. Il fait sa première apparition dans le championnat croate quatre jours plus tard face au NK Lokomotiva Zagreb (2-2).
Le 10 février 2020, Tonio Teklić est prêté au NK Varaždin.
Le 21 juillet 2023, Tonio Teklić rejoint la Turquie afin de s'engager en faveur de Trabzonspor. Il signe un contrat de trois ans, soit jusqu'en juin 2026.
Le 9 septembre 2024, jour de ses 25 ans, Tonio Teklić rejoint Erzurumspor FK sous la forme d'un prêt d'une saison.

### En sélection
Tonio Teklić représente notamment l'équipe de Croatie des moins de 19 ans, avec laquelle il joue trois matchs.